# New in Town
New in Town er en romantisk film fra 2009 instrueret af Jonas Elmer. Blandt de medvirkende er Harry Connick Jr. og Renée Zellweger. Manuskript af Ken Rance og C. Jay Cox. Jonas Elmer tog til Los Angeles i september 2007, for at gå i gang med forproduktionen. Filmen blev indspillet januar – marts 2008, i Winnipeg, Canada og Miami, USA.

## Medvirkende
- Renée Zellweger som Lucy Hill
- Harry Connick Jr. som Ted Mitchell
- J.K. Simmons som Stu Kopenhafer
- Siobhan Fallon som Blanche Gunderson
- Rashida Jones som Natalie
- Frances Conroy som Trudy Van Uuden
- Nancy Drake som Flo
- Tracy McMahon
- Kristen Harris
- Nathan Fillion

## Eksterne Henvisninger
- New in Town på Internet Movie Database (engelsk)
- New in Town på Filmdatabasen
- New in Town på Scope
- New in Town på AlloCiné (fransk)
- New in Town på AllMovie (engelsk)
- New in Town på Turner Classic Movies (engelsk)
- New in Town på The Movie Database (engelsk)
- New in Town på Rotten Tomatoes (engelsk)
- New in Town på Metacritic (engelsk)
- New in Town på Box Office Mojo (engelsk)